# Hydraena discreta
Hydraena discreta är en skalbaggsart som beskrevs av Ludwig Ganglbauer 1904. Hydraena discreta ingår i släktet Hydraena och familjen vattenbrynsbaggar. Inga underarter finns listade i Catalogue of Life.